# 福尔巴里亚乌帕齐拉
福尔巴里亚乌帕齐拉 是孟加拉国迈门辛专区迈门辛县的一个乌帕齐拉。